# Bismutita
La bismutita es un mineral de la clase de los minerales carbonatos y nitratos. Fue descubierta en 1841 en el municipio de Schneeberg, en Sajonia (Alemania), y se nombró así en alusión a su contenido de bismuto. Un sinónimo antiguo es bismutosferita.

## Características físicas y químicas
Químicamente es un oxi-carbonato de bismuto, que cristaliza en el sistema ortorrómbico. Los cristales bien formados son muy raros, apareciendo como agregados informes, esferillas y sobre todo en forma masiva, pseudomórfica de bismutinita. Es visualmente indistinguible los carbonatos de calcio y bismuto, como la beyerita y la kettnerita. El mineral llamado antiguamente hidrobismutita se considera una forma hidratada de la bismutita, no un mineral independiente.

## Formación y yacimientos
Se forma por alteración por oxidación en condiciones superficiales de minerales de bismuto, especialmente bismutinita, que puede estar presente con otros sulfuros en depósitos filonianos y en pegmatitas. Se ha encontrado  como componente muy minoritario en numerosas minas de todo el mundo, y como cristales bien formados en Turingia y Sajonia (Alemania).
Suele encontrarse asociado a otros minerales de bismuto, de los que procede por alteración, principalmente bismutinita, bismuto nativo, tetradimita etc, así como a otros minerales secundarios de bismuto, a diversos sulfuros comunes, como la calcopirita, y a sus productos de alteración.